# پاسی پویانا
پاسی پویانا (به صربی: Pasi Poljana) یک منطقهٔ مسکونی در صربستان است که در نیش واقع شده‌است.